# Мицкевич, Артур Иосифович
Арту́р Ио́сифович Мицке́вич (1901—1988) — пастор и богослов. Заместитель генерального секретаря и казначей ВСЕХБ, один из организаторов и первый заведующий Заочными библейскими курсами (ныне Московская богословская семинария ЕХБ). Приходится дедушкой Петру Мицкевичу.

## Биография
Артур Мицкевич родился в 1901 году в баптистской семье и в юном возрасте уверовал в Иисуса Христа. Был крещён в 1918 году. Позднее его сын, В. А. Мицкевич, рассказывал, что отец принимал крещение в ночное время. На Всесоюзном съезде молодежи евангельских христиан в 1919 году А. И. Мицкевич был избран благовестником, служил при церквях Кировской, Горьковской областей, Сибири и Украины.
А. И. Мицкевич трудился вместе с И. С. Прохановым, Я. И. Жидковым и А. В. Каревым. В первый раз за свои религиозные убеждения он попал в заключение в 1922 году.
В 1926 году участники Вятского губернского съезда евангельских христиан избрали А. И. Мицкевича председателем Вятского отдела ВСЕХ. В 1929 году он стал старшим пресвитером по Нижегородской, Вятской, Пермской областям и Удмуртской АССР.
4 января 1935 года Артур Иосифович был арестован и осужден по статье 58-10 УК РСФСР (антисоветская агитация) к трём годам ИТЛ, которые провел в Карагандинском лагере.
«В 1937 году выпустили из тюрьмы отца, — вспоминал его сын В. А. Мицкевич. — Его не пустили в европейскую часть страны и он поехал в Новосибирск. И мы поехали к нему в Сибирь. А там как раз начались аресты, 37 год — самый страшный. И он не пошел в собрание, как я понимаю. Иногда у нас собирались, занавешивали все окна, на коленях молились. (…) А потом отец скрывался, 37 год, мы бежали из Новосибирска. Скитались по разным местах, где он раньше нес служение старшим пресвитером. Отец сменил много профессий: работал бухгалтером, фотографом, в артелях разных, делали ситро, шили какие-то сапоги и валенки. Отец был оптимист, трудяга, жизнерадостный, никогда не унывал. Он был замечательным рассказчиком. Рассказывал нам истории новозаветные, ветхозаветные и не только из Библии, но и из французских романистов, например „Собор Парижской богоматери“, „Человек, который смеется“. Это было так интересно! Соберет всех шестерых после работы, ляжет на кровать, мы все вокруг него и рассказывает что-нибудь. Поэтому, в памяти осталась не только одна Библия. Бывало, что Библии не было в доме, потому что Библии отбирали. Как обыск — в доме ничего не оставалось, все духовное отбиралось».
15 сентября 1942 года он был вновь арестован и приговорен Военным трибуналом Томской железной дороги к 10 годам с последующим поражением в правах на 5 лет по той же статье 58-10 УК РСФСР.
«Его же расстрелять хотели, — вспоминал В. А. Мицкевич. — Расстреляли его брата [Вольдемара], его шурина, а его пожалели — дали ему 10 лет в 42 году. Но он отсидел не 10 лет, меньше. После войны отпустили, а затем реабилитировали — нет причины, нет преступления».
С 1946 года А. И. Мицкевич был заместителем старшего пресвитера по Украине, старшим пресвитером по Киевской области и пресвитером церкви в городе Киеве.
В 1966 году был переведен в Москву в качестве заместителя генерального секретаря ВСЕХБ. С 1974 года он начал трудиться казначеем ВСЕХБ.
«Отец был Божий человек. Он был готов отдать жизнь за Христа, умереть за Христа. Для него была радость проповедовать, жизнь Церкви, можно сказать, была смыслом его жизни. Важная часть его жизни — семья и дети, но центр был в церкви. Мы видели, что у него есть стержень, цель, смысл жизни».
С августа 1965 года участвовал в организации Заочных Библейских курсов. В феврале 1968 года А. И. Мицкевич был утвержден заведующим курсами без освобождения от основного служения.
А. И. Мицкевич участвовал во всемирных конгрессах баптистов в Лондоне — в 1955 году, в Бразилии — в 1960 году. На конгрессе в Бразилии он был избран в состав исполкома Всемирного союза баптистов. А. И. Мицкевич участвовал в конгрессе Европейской баптистской федерации в 1958 году в Берлине, в Пражских мирных конференциях, в Конференции европейских церквей; избирался членом Совещательного комитета КЕЦ.
После ухода на пенсию в 1980 году и вплоть до своей кончины А. И. Мицкевич проживал в Киеве.

## Наследие
- Автор книги «История евангельских христиан-баптистов»[8] (не путать с книгой «История евангельских христиан-баптистов СССР»).
- Соавтор (вместе с А. М. Бычковым) учебного пособия «Догматика», написанного для Заочных библейских курсов[9].
- Вероятно, являлся одним из составителей ныне действующего официального Вероучения ЕХБ 1985 года.
- Автор многочисленных богословских статей в журнале «Братский вестник».